# Cờ vua máy tính

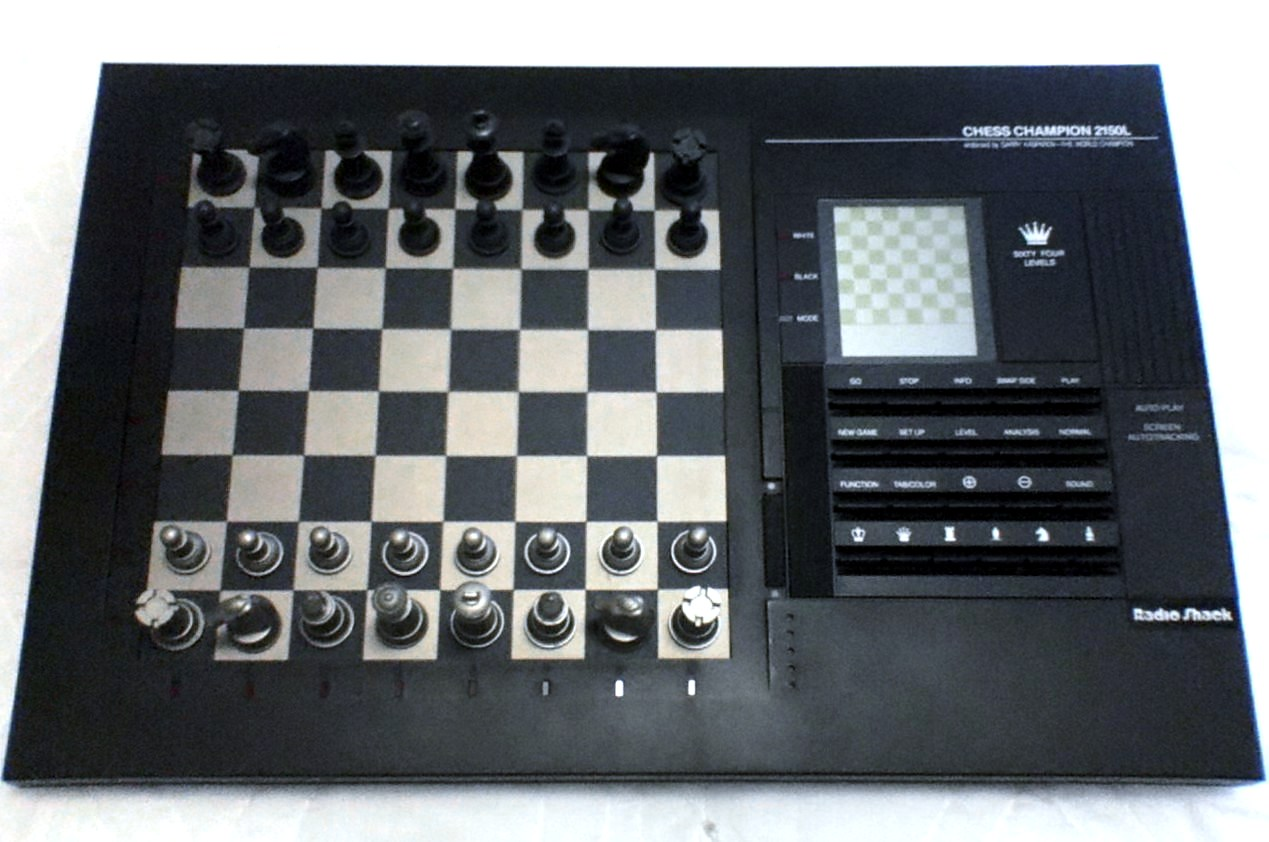
Máy tính cờ vua sử dụng lực ép bằng cảm giác thập niên 1990 với màn hình LCD

Cờ vua máy tính bao gồm cả phần cứng (máy tính chuyên dụng) và phần mềm có khả năng chơi cờ vua. Cờ vua máy tính cung cấp cơ hội cho người chơi luyện tập ngay cả khi không có đối thủ là người thật, và cũng cung cấp cơ hội để phân tích, giải trí và đào tạo.
Các ứng dụng cờ vua máy tính chơi ở cấp độ của một kiện tướng cờ vua trở lên có sẵn trên phần cứng từ siêu máy tính đến điện thoại thông minh. Máy chơi cờ độc lập cũng có sẵn. Stockfish, GNU Chess, Fruit và các ứng dụng nguồn mở miễn phí khác đều có sẵn cho các nền tảng khác nhau.
Các ứng dụng cờ vua máy tính, dù được triển khai trong phần cứng hay phần mềm, sử dụng một mô hình khác với con người để lựa chọn nước đi của họ: họ sử dụng các phương pháp heuristic để xây dựng, tìm kiếm và đánh giá các cây đại diện cho các chuỗi di chuyển từ vị trí hiện tại và cố gắng thực hiện chuỗi tốt nhất trong suốt quá trình chơi. Những cây như vậy thường khá lớn, hàng ngàn đến hàng triệu nút. Tốc độ tính toán của các máy tính hiện đại, có khả năng xử lý hàng chục nghìn đến hàng trăm nghìn nút trở lên mỗi giây, kết hợp với các heuristic mở rộng và thu hẹp cây thành các nút có liên quan chủ yếu, làm cho cách tiếp cận như vậy có hiệu quả.
Những cỗ máy cờ vua đầu tiên có khả năng chơi cờ hoặc các trò chơi giống như cờ vua là các chương trình phần mềm chạy trên máy tính kỹ thuật số sớm trong thời đại máy tính ống chân không (những năm 1950). Các chương trình ban đầu chơi kém đến mức ngay cả một người mới bắt đầu cũng có thể đánh bại chúng. Trong vòng 50 năm, vào năm 1997, các động cơ cờ vua chạy trên siêu máy tính hoặc phần cứng chuyên dụng có khả năng đánh bại ngay cả những người chơi giỏi nhất của con người. Năm 2010, Monroe Newborn, Giáo sư Khoa học Máy tính tại Đại học McGill, tuyên bố: "khoa học đã được thực hiện". Tuy nhiên, việc giải thế cờ vua hiện không thể thực hiện được đối với các máy tính hiện đại do số lượng biến thể có thể rất lớn của trò chơi này.

## Tính sẵn có và sức mạnh chơi cờ

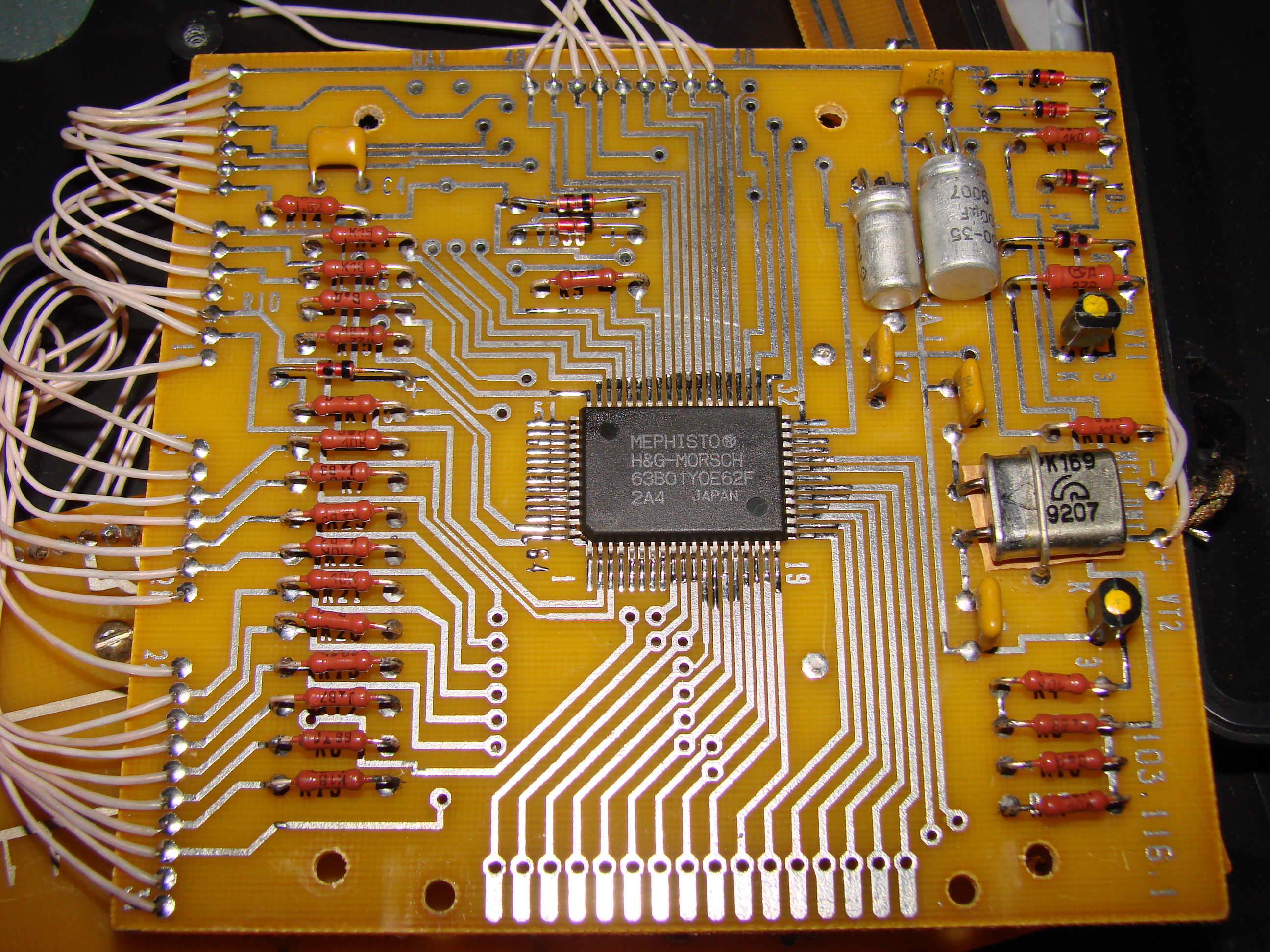
IC cờ vi tính mang tên nhà phát triển Frans Morsch (xem Mephisto)

Các máy/chương trình cờ vua có sẵn ở một số dạng khác nhau: như máy cờ vua độc lập (thường là bộ vi xử lý chạy chương trình cờ phần mềm, nhưng đôi khi là máy phần cứng chuyên dụng), chương trình phần mềm chạy trên PC tiêu chuẩn và ứng dụng cho thiết bị di động. Các trang trực tuyến và ứng dụng web cũng có sẵn. Các chương trình chạy trên mọi thứ, từ siêu máy tính đến điện thoại thông minh. Yêu cầu phần cứng cho các chương trình là tối thiểu: các ứng dụng không lớn hơn vài megabyte trên đĩa, sử dụng một vài megabyte bộ nhớ (nhưng có thể sử dụng nhiều hơn, nếu có) và bất kỳ bộ xử lý 300Mhz hoặc nhanh hơn là đủ. Hiệu suất sẽ thay đổi khiêm tốn với tốc độ của bộ xử lý, nhưng bộ nhớ đủ để giữ một bảng chuyển vị lớn (lên đến vài gigabyte trở lên) là quan trọng hơn so với việc tăng tốc độ của bộ xử lý.
Hầu hết các chương trình và máy chơi cờ thương mại có sẵn đều có sức mạnh chơi siêu lớn (ELO 2700 trở lên) và tận dụng các kiến trúc CPU máy tính đa lõi và siêu phân luồng. Các chương trình hàng đầu như Stockfish đã đánh thắng cả những người chơi tầm cỡ vô địch thế giới. Hầu hết các công cụ cờ vua giao tiếp với GUI như Winboard hoặc Chessbase và cường độ chơi, điều khiển thời gian và các cài đặt liên quan đến hiệu suất khác đều có thể điều chỉnh từ GUI. Hầu hết các GUI cũng cho phép người chơi thiết lập và chỉnh sửa vị trí, lấy lại di chuyển, cung cấp và chấp nhận rút thăm (và từ chức), có chức năng "huấn luyện viên" để đề xuất di chuyển khi người chơi nghi ngờ và hiển thị phân tích của động cơ khi trò chơi đang diễn ra.
Có một số công cụ cờ như Sargon, IPPOLIT, Stockfish, Crafty, Fruit và GNU Chess có thể được tải xuống (hoặc mã nguồn khác được lấy) từ Internet miễn phí.